# ARIA 뮤직 어워드

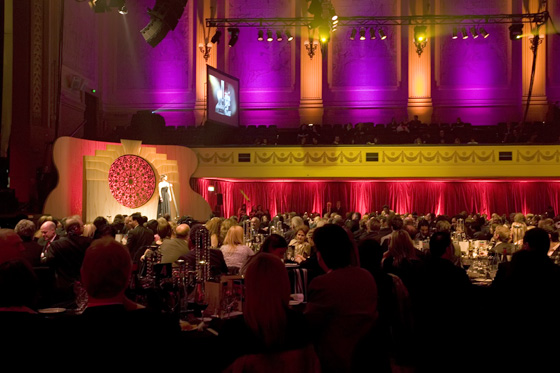

ARIA 뮤직 어워드(-Music Awards)는 오스트레일리아 음반 산업 협회가 주최하여 1978년부터 시작된 음악상이다.

## 같이 보기
- ARIA 차트